# Ignacy A. Juliusz Dziewanowski
Ignacy Alojzy Juliusz Dziewanowski herbu Jastrzębiec (ur. 12 kwietnia 1779 w Płonnem, zm. 10 sierpnia 1854 w Działyniu). Syn kasztelanica chełmińskiego Jana i Cecylii Trembeckiej, brat Jana Nepomucena – bohatera bitwy pod Somosierrą.

## Życiorys
W roku 1833 został oskarżony i osadzony w więzieniu w Warszawie za współpracę z organizującym popowstaniową partyzantkę Zemsta Ludu Kalikstem Borzewskim. Już na wolności objęty był ścisłym nadzorem policyjnym.
W 1838 roku Juliusz przekazał Szafarnię synowi, a sam osiadł w dobrach Działyń, gdzie zmarł.